# Onthophagus kolbei
Onthophagus kolbei là một loài bọ cánh cứng trong họ Bọ hung (Scarabaeidae).